# Meeks lori
Meeks lori (Vini meeki synoniem: Charmosyna meeki) is een vogel uit de familie Psittaculidae (papegaaien van de Oude Wereld). Het is een voor uitsterven gevoelige, endemische vogelsoort van de Salomonseilanden, een eilandengroep in het westelijk deel van de Grote Oceaan ten oosten van Nieuw-Guinea. De soort is vernoemd naar de Britse verzamelaar Albert Stewart Meek.

## Kenmerken
De vogel is 16 cm lang en weegt 21 tot 32 g. De vogel is overwegend groen gekleurd, van onder helder groen, op de vleugels en de staart wat doffer, meer naar olijfgroen neigend. De kruin is licht grijsgroen en op kop zijn vage donkere streepjes. De armpennen zijn van onder lichtgeel en ook de onderkant van de staart is geel. De snavel en de poten zijn oranje.

## Verspreiding en leefgebied
Deze soort komt voor in montaan regenwoud boven de 1000 m boven zeeniveau op de Salomonseilanden en nevelwoud rond de 1700 m, maar wordt ook wel gezien in kokospalmplantages vaak in groepen tot wel 30 vogels die foerageren in de boomkronen op nectar en stuifmeel.

## Status
Meeks lori heeft een beperkt verspreidingsgebied en daardoor is de kans op uitsterven aanwezig. De grootte van de populatie is niet gekwantificeerd. Het bos op grote hoogte is minder gevoelig voor exploitatie. Verwante soorten die in laaglandbos voorkomen gaan in aantal achteruit door ontbossing. Vangst en handel in deze lori is formeel beperkt omdat ze vallen onder Bijlage II van het CITESverdrag. Echter, grootschalige vangst en handel vormen een potentieel gevaar maar desondanks staat deze soort als niet bedreigd op de Rode Lijst van de IUCN.